# Carpes
Pour les articles homonymes, voir Carpe et Carpi.
Les Carpes ou Carpiens (latin : Carpii) sont des Daces ou des Gètes, qui vivaient pendant l'Antiquité sur le territoire de l'actuelle Moldavie, et ont pu être confédérés avec des éléments celtes et/ou germaniques tels les Bastarnes ou les Quades.

## Description

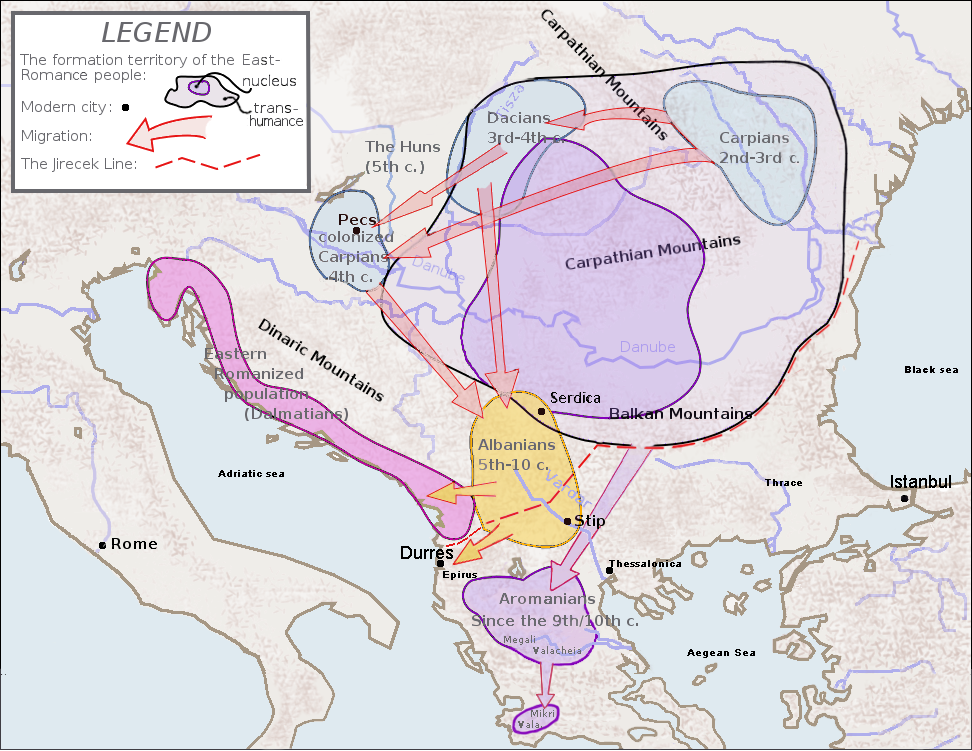
Selon les études linguistiques sur l'origine du roumain et de l'albanais, la romanisation des Daces et des Thraces s'est faite à cheval sur le bas-Danube, et celle des Illyriens en Dalmatie, en deux processus séparés qui ont donné au IVe siècle d'un côté les Dalmates (zone rose) et de l'autre les Proto-Roumains qui, au IXe siècle se sont séparés en Aroumains (petite zone violette) et en Dacoroumains (grande zone violette), tandis que les Daces non-romanisés (Carpes : zones bleues) migrèrent vers la péninsule des Balkans lors des invasions des Goths, des Huns et des Gépides, participant à l'ethnogénèse des Albanais (zone orange), ce qui expliquerait le lexique commun au roumain et à l'albanais.

Restant au IIe et au IIIe siècles dans le barbaricum c'est-à-dire en dehors de l'emprise ou imperium de Rome, ils représentent alors pour celle-ci un ennemi. Des empereurs romains reçoivent de leur combat contre eux le titre honorifique de « Carpicus Maximus » (Philippe l'Arabe, Aurélien, Dioclétien, Maximien Hercule, Constance Chlore et Constantin le Grand).
Par ailleurs, entre les Carpes et les Romains il y a aussi de nombreuses périodes de paix et de relations commerciales, comme en témoignent les nombreux objets retrouvés par l'archéologie (par exemple le camée trouvé en 2003 près de Chişinău, représentant l'empereur Constantin Ier : probablement un cadeau donné par l'empereur lors d'un accord de paix et de collaboration).

## Influence tardive
Au IIIe siècle, les Carpes sont défaits par l'empereur romain Philippe l'Arabe en 247, aux côtés des Quades, un peuple germanique allié, mais ensuite ils contribuent avec les Goths à chasser les Romains hors de Dacie, puis, alliés ou non aux Goths (une incertitude demeure sur ce point) ils prennent le contrôle de toute la Dacie au nord du Danube, avant d'attaquer la province romaine de Mésie.
L'historien grec Zosime mentionne pour la dernière fois les Carpes en 381 sous le nom de « Carpodaces ». Les Carpes (ou une partie) ont probablement suivi les Wisigoths et d'autres peuples comme les Alains et les Taïfales dans l'Empire romain. Jusqu'où ? Les historiens, linguistes et ethnologues en débattent. Quoi qu'il en soit, les Carpes disparaissent des chroniques au IVe siècle, soit parce qu'ils se sont fondus parmi les Goths qu'ils auraient suivis en Italie et en Hispanie, soit parce qu'ils se sont installés dans les Balkans où ils compteraient, dans ce cas, parmi les ancêtres des Albanais —  hypothèse avancée pour expliquer que l'albanais, langue satem comme l'illyrien, ait un important lexique commun avec les langues romanes orientales (aroumain et roumain), elles aussi satem alors que les autres langues romanes sont centum.
Ce peuple a laissé son nom aux montagnes Carpates (Carpaţi : en roumain, où la terminaison aţi est similaire à la terminaison ées en français, comme dans l'adjectif carpées formé à partir d'un substantif, et utilisé ici comme substantif adjectival).

## Sources

### Auteurs antiques mentionnant les Carpes
- Ammien Marcellin Res Gestae
- Eutrope (historien) Historiae Romanae Breviarium
- Jordanès Getica
- Claude Ptolémée Géographie
- Sextus Aurelius Victor De Caesaribus
- Zosime Historia Nova